# 지방도 제736호선
지방도 제736호선은 전북특별자치도 부안군 진서면 마동삼거리와 김제시 금산면 원평리를 잇는 전북특별자치도의 지방도이다.
변산반도에서 시작해 변산반도 내부를 관통하는 것이 특징이다. 부안군 주산면과 정읍시 영원면 사이 구간은 아직 개설되지 않았으며 정읍시에서는 이 미개설 구간에 대해 국가지원지방도로 승격시켜 줄 것을 주장하고 있다.

## 연혁
- 2017년 1월 31일 : 영원 ~ 주산간 도로(정읍시 영원면 앵성리 ~ 부안군 주산면 백석리) 4.4km 구간 확장 개통[2]

## 주요 경유지
- 부안군
  - 진서면 마동삼거리 - 외서리 - 말재
  - 변산면 말재 - 부안누에타운 - 볼모1교 - 마포리 - 마포삼거리 - 마포 교차로 - 운산 교차로 - 변산서중학교 - 운산리 - 지서교 - 지서리 - 변산면사무소 - 변산치안센터 - 내변산매표소(남여치) - 중계터널 (400m) - 중계리 - 중계교
  - 상서면 청림리 - 무슬재 - 통정리 - 수련교 - 풍랑교 - 도화사거리 - 상서초등학교 - 용서리 - 상서중학교 - 상서사거리 - 가오리 - 가오교
  - 주산면 돈계리 - (중계) - 주산파출소 - (미개통 구간 : 소주리 - 덕림리 - 덕림보건진료소)
- 정읍시
  - 영원면 (미개통 구간 : 앵성리) - (노교) - 앵성교 - 신성교 - 은선리 - 은선사거리 - 백정기의사기념관 - 영원면 행정복지센터 - 영원초등학교 - 운학삼거리 - 운학리
  - 이평면 송산교 - 창동리 - 창동교 - 평령리 - 두지리 - 이평면 교차로 - 하송리 - 만석대교
  - 신태인읍 만석대교 - 신태인대교 - 우령교 - 우령리 - 신태인육교 - 신태인역 - 신태인읍 행정복지센터 - 신태인파출소 - 신태인리 - 신태인중학교, 신태인고등학교 - 신태인고사거리 - 태화 교차로 - 백산리
  - 감곡면 방교리 - 감곡면 교차로 - 감곡삼거리 - 화봉교 - 화봉리 - 계룡리 - 감곡육교
- 김제시
  - 금산면 감곡육교 - 원평 교차로 - 계월교 - 원평사거리 - 원평리

## 중복 구간
- 부안군 변산면 마포 교차로 ~ 운산 교차로 : 국도 제30호선, 국도 제77호선과 중복
- 정읍시 영원면 은선사거리 ~ 운학삼거리 : 국도 제29호선과 중복
- 정읍시 감곡면 화봉리 ~ 김제시 금산면 원평리 : 지방도 제714호선과 중복

## 도로명
- 부안군 진서면 마동삼거리 ~ 변산면 마포 교차로 : 참뽕로
- 부안군 변산면 마포 교차로 ~ 운산 교차로 : 변산로
- 부안군 변산면 운산 교차로 ~ 변산치안센터 : 지서로
- 부안군 변산면 변산치안센터 ~ 상서면 도화사거리 : 내변산로
- 부안군 상서면 도화사거리 ~ 상서사거리 : 고인돌로
- 부안군 상서면 상서사거리 ~ 주산면 (중계) : 만석로
- 부안군 주산면 (종산) : 종산로
- 정읍시 영원면 (노교) ~ 은선사거리 : 구파로
- 정읍시 영원면 은선사거리 ~ 운학삼거리 : 영원로
- 정읍시 영원면 운학삼거리 ~ 신태인읍 우령리 : 말목장터로
- 정읍시 신태인읍 우령리 ~ 신태인역 : 정신로
- 정읍시 신태인읍 신태인역 ~ 신태인파출소 : 신태인중앙로
- 정읍시 신태인읍 신태인파출소 ~ 신태인리 : 연정길
- 정읍시 신태인읍 신태인리 ~ 신태인고사거리 : 서태길
- 정읍시 신태인읍 신태인고사거리 ~ 감곡면 화봉리 : 감곡로
- 정읍시 감곡면 화봉리 ~ 김제시 금산면 원평리 : 봉황로